# Resolutie 240 Veiligheidsraad Verenigde Naties
Resolutie 240 van de Veiligheidsraad van de Verenigde Naties werd aangenomen op 25 oktober 1967. De Veiligheidsraad veroordeelde de schendingen van het staakt-het-vuren en eiste dat Israël en Syrië zich aan dit staakt-het-vuren zouden houden.

## Achtergrond
Sinds het uitroepen van de staat Israël in 1948 had geen enkel Arabisch land Israël erkend, en velen verwachtten niet dat Israël nog erg lang zou blijven bestaan. Na de oorlog van 1956 ontstond opnieuw een labiel evenwicht. Spanningen liepen in 1967 weer hoog op. Op 1 juni verklaarde de Egyptische president Nasser:
De legers van Egypte, Jordanië, Syrië en Libanon staan klaar aan de grenzen van Israël... om de uitdaging aan te gaan...
Israël voerde een preventieve aanval uit, hetgeen op zijn beurt leidde tot de Zesdaagse Oorlog. De VN greep onmiddellijk in, waardoor er na zes dagen een staakt-het-vuren kwam.

## Inhoud
De Veiligheidsraad was ernstig bezorgd over de militaire activiteiten in het Midden-Oosten, die plaatsvonden ondanks de VN-resoluties die een staakt-het-vuren bevalen. De Veiligheidsraad had naar alle betrokken partijen geluisterd.
De informatie met betrekking tot de genoemde activiteiten voorgelegd door secretaris-generaal U Thant in de documenten S/7930/Add.43, Add.44, Add.45, Add.46, Add.47, Add.48 en Add.49 werd in overweging genomen;
- Het schenden van het staakt-het-vuren werd veroordeeld;
- Men betreurde de slachtoffers en het verlies van eigendommen als gevolg van het staakt-het-vuren;
- De noodzaak van strikte controle op het staakt-het-vuren werd nog eens bevestigd;
- Van alle betrokken lidstaten werd geëist dat zij onmiddellijk zouden stoppen met verboden militaire activiteiten in het gebied en volledig en onmiddellijk zouden meewerken met het UNTSO.

Lijst ·  233 ·  234 ·  235 ·  236 ·  237 ·  238 ·  239 ·  240 ·  241 ·  242 ·  243 ·  244